# Louise-Jeanne de Tiercelin de La Colleterie
Louise-Jeanne de Tiercelin de La Colleterie, född i Mortagne 1746, död 1779, är känd som älskarinna till kung Ludvig XV av Frankrike från 1760 till 1763.

## Biografi
Louise-Jeanne var dotter till vakten Pierre Tiercelin de La Colleterie, som ska ha varit utomäktenskaplig son till en adelsman, och Jeanne-Jacqueline Vautorte.
Louise-Jeanne ska redan vid elva års ålder ha blivit utvald av Le Bel till att uppfostras till kungens älskarinna. Hon blev slutligen 1762 petite maîtresse (inofficiell mätress) till kungen i Parc-aux-cerfs. Hon ska ha kastat kungens gåvor på honom medan hon kallat honom ful och skrikit att hon hatade honom, vilket dock inte ska ha fått honom att ta illa upp. Madame de Pompadour uppges ha uppskattat att hon distraherade kungen från Anne Couffier de Romans. Hon fick 7 februari 1764 en son med kungen: Benoît-Louis Le Duc (1764–1829), som registrerades som till 'Louis och Julie de La Colleterie' och sedan blev präst.
När abboten av Lustrac uppmuntrade henne till intriger för att få kungen att erkänna sonen, blev hon förvisad till provinserna och därefter den 25 juni 1765 till Bastiljen; hon släpptes 18 augusti. Kungen beviljade henne sedan en avgångspension. Hon gifte sig aldrig, men hade ett förhållande med bland andra Paul Jones, som senare blev rysk amiral. Hon hyrde rum i olika kloster, vilket på den tiden var vanligt för förmögna kvinnor utan egen bostad. Hon ska ha levt mycket slösaktigt och gjort av med omkring 100 000 livres varje år, skulder som alltid översteg hennes underhåll men som i slutet av varje år utbetalades av Ludvig XV och sedan Ludvig XVI ur statskassan. 